# Carl Herpfer

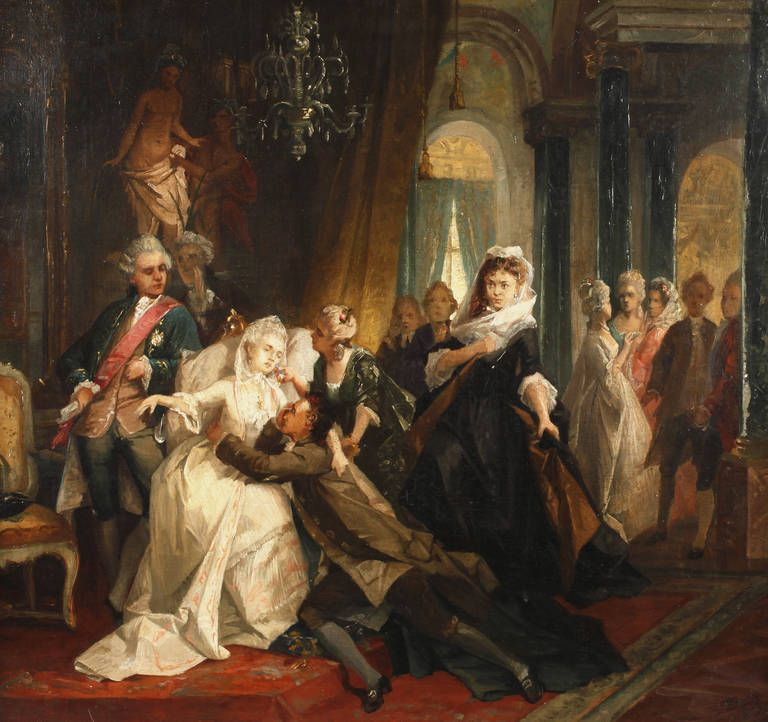
Die Ohnmacht

Carl Wilhelm Herpfer, auch Karl Herpfer (* 30. November 1836 in Dinkelsbühl; † 18. Juni 1897 in München) war ein deutscher Genremaler.
Carl Wilhelm Herpfer studierte ab 8. November 1854 an der Königlichen Akademie der Künste in München bei Johann von Schraudolph, Philipp von Foltz, Karl von Piloty und Arthur von Ramberg.
Nach dem Studium blieb er in München ansässig, nahm ab 1869 an den Kunstausstellungen im Münchner Glaspalast teil, war auch auf Ausstellungen in Lübeck, Dresden und der Großen Kunstausstellung Berlin vertreten.